# Planigale maculata
Planigale maculata é uma espécie de marsupial da família Dasyuridae. Endêmica da Austrália.
- Nome Popular: Planigale-comum

- Nome Científico: Planigale maculata (Gould, 1851)

- Sinônimo do nome científico da espécie: Antechinus maculata;

## Características
A pelagem varia de cinza a cor de canela, com o ventre amarelo-acinzentado, a cauda tem pouco pelo comparado com o corpo. Esta é a maior espécie do gênero, medindo cerca de 10 cm de comprimento e a cauda oito cm. Os machos pesam em média 15 gramas e as fêmeas 11 gramas. O corpo do Planigale e mais estreito, dando-lhe aparência de achatado, embora seja menos que outros Planigales.
Foi descrito pela primeira vez por John Gould em 1851. Foi originalmente descrito como Antechinus maculatus, e foi mantido no gênero até Mike Archer transferir-lo para Planigale em sua revisão em 1976 deste ultimo gênero. O nome científico significa "achatado e manchado"

## Hábitos alimentares
O Planigale-comum, como outros membros do gênero Planigale, come principalmente insetos e outros artrópodes. Embora possam ocasionalmente comer outros pequenos animais, como lagartos ou aves. Devido ao seu pequeno porte, o Planigale-comum tende a preferir insetos pequenos, geralmente àqueles que são menores de 15 cm de comprimentos. No entanto, é capaz de tomar presas maiores, como grandes besouros e, especialmente, gafanhotos. Para matar um inseto, ele morde a presa abaixo, onde o exoesqueleto é mais frágil.

## Características de reprodução
O Tempo de gestação do Planigale comum é de 19-20 dias. No final desse período, a fêmea dá à luz 5-11 filhotes, o número varia, mas tende a ser coerente com o numero de tetas que a fêmea possui. Eles nascem num estágio inicial de desenvolvimento e migram para a bolsa, onde mamam até que estejam completamente desenvolvidos. Os filhotes sai da bolsa com cerca de 28 dias de idade, começam a comer comida sólida em torno de 55 dias e são independentes da mãe aos 70 dias.

## Habitat
Os Planigales comuns ocupam uma vasta gama de hábitat, vivendo em florestas, pântanos, pastagens e até mesmo em cidades.

## Distribuição Geográfica
Leste de Queensland, Nordeste de Nova Gales do Sul e norte do Território do Norte;

## Subespécies
- Subespécie: Planigale maculata maculata (Gould, 1851)

Local: Nova Gales do sul, Território do Norte, Queensland, Austrália Ocidental;
- Subespécie: Planigale maculata minutissimus? (Gould, 1852)

Sinônimo do nome científico da subespécie: Antechinus minutissimus;
Nota: Considerado sinônimo de  Planigale maculata maculata;
Local: Baia de Moreton, Queensland;
- Subespécie: Planigale maculata sinualis (Thomas, 1926)

Nota: Embora reconhecida como uma forma, não é concordada com estado subespecifico por Archer (1976);
Local: Gruta Eylandt, Golfo da Carpentária;